# Dystrykt Cochrane
Dystrykt Cochrane (ang. Cochrane District) - jednostka administracyjna kanadyjskiej prowincji Ontario, w jej północno–wschodniej części, nad Zatoką Jamesa.
Dystrykt ma 82 503 mieszkańców. Język francuski jest językiem ojczystym dla 46,8%, angielski dla 44,6% mieszkańców (2006).

## Podział administracyjny
W skład dystryktu wchodzą:

### Miasta (city)
- Timmins

### Miasta (town)
- Cochrane
- Hearst
- Iroquois Falls
- Kapuskasing
- Moosonee
- Smooth Rock Falls

### Gminy (township)
- Black River-Matheson
- Fauquier-Strickland
- Mattice-Val Côté
- Moonbeam
- Opasatika
- Val Rita-Harty